# Tejmlov - Nad Zavírkou
Tejmlov - Nad Zavírkou este o arie protejată (sit de importanță comunitară — SCI) din Republica Cehă întinsă pe o suprafață de 22,49 ha, integral pe uscat.

## Localizare
Centrul sitului Tejmlov - Nad Zavírkou este situat la coordonatele 49°07′49″N 13°39′18″E / 49.130278°N 13.655°E.

## Înființare
Situl Tejmlov - Nad Zavírkou a fost declarat sit de importanță comunitară în noiembrie 2009 pentru a proteja 1 specie de plante.

## Biodiversitate
Situată în ecoregiunea continentală, aria protejată conține 2 habitate naturale: Fânețe de joasă altitudine (Alopecurus pratensis, Sanguisorba officinalis), Formațiuni ierboase bogate în specii de Nardus, dezvoltate pe substraturi silicioase în zone montane (și în zone submontane, în Europa continentală).
La baza desemnării sitului se află o specie protejată de  plante: Gentianella bohemica.